# Together Again (Tony Bennett e Bill Evans)
Together Again è un album in studio del cantante statunitense Tony Bennett e del pianista statunitense Bill Evans, pubblicato nel 1977.

## Tracce
1. The Bad and the Beautiful
2. Lucky to Be Me
3. Make Someone Happy
4. You're Nearer
5. A Child Is Born
6. The Two Lonely People
7. You Don't Know What Love Is
8. Maybe September
9. Lonely Girl
10. You Must Believe in Spring